# Mistrzostwa Świata w Sztafecie Maratońskiej 1996
3. Mistrzostwa Świata w Sztafecie Maratońskiej – zawody lekkoatletyczne, które odbyły się 13 i 14 kwietnia 1996 roku w Kopenhadze.
Do mistrzostw przystąpiło 282 zawodników skupionych w 34 reprezentacjach narodowych. Zawody śledziło pierwszego dnia 1500 i drugiego 3000 widzów.

## Rezultaty
|                       | 1. miejsce | Rezultat | 2. miejsce | Rezultat | 3. miejsce | Rezultat |
| Mężczyźni 14 kwietnia | Kenia · Simon Rono (5 km – 13:45) · Joseph Kimani (10 km – 28:33) · Mark Yatich (5 km – 14:33) · Stephen Kirwa (10 km – 29:00) · David Kiprutto (5 km – 14:09) · William Kiptum (7,195 m – 20:40)        | 2:00:40  | Brazylia · Wander Moura (5 km – 13:49) · Vanderlei de Lima (10 km – 29:10) · Edgar de Oliveira (5 km – 14:26) · Delmir dos Santos (10 km – 28:31) · Tomix da Costa (5 km – 14:26) · Ronaldo da Costa (7,195 m – 21:02) | 2:01:24  | Etiopia · Erpassa Lemi (5 km – 13:58) · Kidane Gebremichael (10 km – 29:20) · Sisay Bezabih (5 km – 14:23) · Abraham Assefa (10 km – 29:13) · Tegenu Abebe (5 km – 14:42) · Worku Bikila (7,195 m – 20:14) | 2:01:50  |
| Kobiety 13 kwietnia   | Etiopia · Genet Gebregiorgios (5 km – 15:53) · Birhane Adere (10 km – 32:21) · Ayelech Worku (5 km – 16:15) · Gete Wami (10 km – 32:25) · Getenesh Urge (5 km – 16:00) · Luchia Yishak (7,195 m – 23:10) | 2:16:04  | Rumunia · Iulia Ionescu (5 km – 15:59) · Mariana Chirila (10 km – 33:21) · Lelia Deselnicu (5 km – 16:16) · Iulia Negura (10 km – 32:53) · Luminita Gogîrlea (5 km – 16:33) · Elena Fidatov (7,195 m – 23:39)          | 2:18:41  | Japonia · Yukiko Okamoto (5 km – 15:56) · Naomi Sakashita (10 km – 32:56) · Ai Fukuchi (5 km – 16:11) · Ikuyo Goto (10 km – 33:38) · Noriko Ura (5 km – 16:08) · Eri Yamaguchi (7,195 m – 24:09)           | 2:18:58  |